# Egri csillagda
Az egri Líceum 10. emeletén található egri csillagdát, Magyarország harmadik csillagvizsgálóját Eszterházy Károly egri püspök megrendelésére Hell Miksa jezsuita szerzetes csillagász tervezte.
A turistalátványosság a camera obscurának helyet adó forgókupola. Ezt Fazola Lénárd (Fazola Henrik öccse) egri lakatosmester készítette 1779-ben. A kupola alatt található nagytermet szeli át az egri meridián vonal. A meridián vonalat 1778-ban készítették márványból.

## Története
A csillagdát Eszterházy püspök a tervezett egyetem egyik fő tudományos létesítményének szánta, ezért egyik papját, Balajthy Mátét már a Líceum építésének megkezdése előtt, 1762-ben Bécsbe küldte, hogy alaposan ismerje meg a csillagászat tudományát és annak művelőit. Ugyancsak 1762-ben Hell Miksa felhívta Eszterházy figyelmét arra, hogy a tudományos tevékenységhez megfelelő szakkönyvtár is kell. A könyveket is az ő javaslatára szerezték be. A szakkönyvtár: 1775-ben 27 mű 67 kötetéből, 1776 végén 43 mű 95 kötetéből, 1777 végén 58 mű 116 kötetéből állt; ezekért Eszterházy összesen 602 forintot fizetett. A csillagászati könyvtárt a megfigyelő terem alatt, a csillagász lakószobájában helyezték el. 1799-ben, a püspök halálakor a csillagászati gyűjtemény 75 mű 350 kötetét tartalmazta.
Balajthy utódja 1774-ben Madarassy János áldozópap, Hell Miksa tanítványa lett.
A megfigyelő állomást a egri Líceum 53 méter (tíz emelet) magas, speciálisan csillagászati megfigyelésekre épített tornyában rendezték be az ugyancsak Hell Miksa javaslatára beszerzett, angol és osztrák műszerekkel. A torony jóval a Líceum többi része előtt, 1776 végén elkészült; ekkor ez volt Európa (egyik) legmodernebb csillagvizsgálója. II. József azonban 1784-ben nem engedélyezte Egerben egyetem alapítását, ezért 1784-ben a Líceumban megszüntették a filozófia és jog oktatását, majd 1786-ban Pestre helyezték a papneveldét is. A csillagdát ugyan nem zárták be, és dolgozott itt Tittel Pál, majd montedegói Albert Ferenc is, de a műszerek fokozatosan elavultak, felújításukra pénz nem volt, így a tudományos munka apránként alábbhagyott, a csillagda elnéptelenedett. 1794-ben, amikor Eszterházy Bécsbe küldte továbbképzésre Jenesch Józsefet, a csillagda gondnokát, az obszervatórium már nem működött.

## Csillagászati Múzeum
1950-ben került az egri tanárképző főiskolára Zétényi Endre adjunktus. Érdeklődését felkeltette a Líceum tornyában található lomtár. Rendszerezte az ott talált eszközöket, és az 1960-as évek elején, az épület felújításakor kijavította, rendbe hozta az egri meridiánt. Részben az épületben megmaradt műszerekből, részben saját gyűjtéséből berendezte a ma is látható csillagászati kiállítást.